# Tommy Schlesser

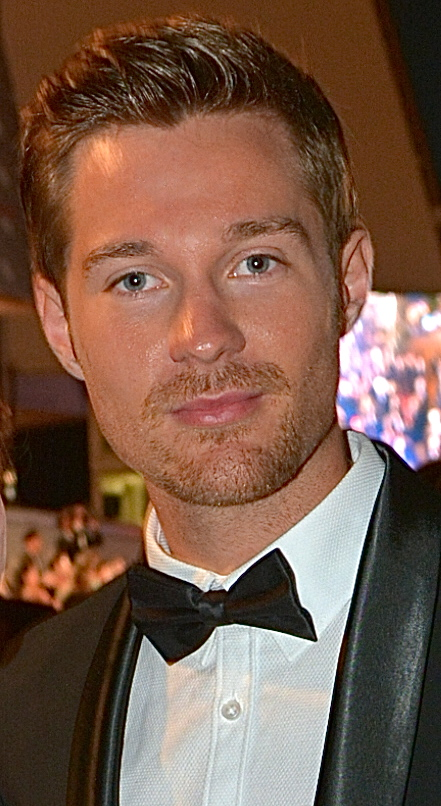
Tommy Schlesser (2013)

Thomas „Tommy“ Schlesser (* 1989 in Luxemburg) ist ein luxemburgischer Schauspieler, Comedian und Model.

## Leben
Tommy Schlesser, der im Alter von acht oder neun Jahren mit der Kamera seines Vaters erste kleine Filme gemeinsam mit seinem älteren Bruder Émile V. Schlesser drehte, stammt aus einer Juristenfamilie. Sein Vater, sein Großvater und sein Urgroßvater waren Juristen. Er studierte in Frankreich zunächst ebenfalls Rechtswissenschaften. Schlesser hatte bereits die Aufnahmeprüfung an der „Film Acting School“ in Köln bestanden, wo er seine Schauspielausbildung aufnehmen wollte, als er vom luxemburgischen Fernsehen ein Angebot für die Mitwirkung in einer Sitcom erhielt, das er annahm, um schauspielerische Erfahrungen zu sammeln. Für die TV-Sitcom Comeback stand er dann 2012–2013 vor der Kamera. Sein Schauspielstudium absolvierte er später in den Vereinigten Staaten in Los Angeles.
Schlesser arbeitet seither als Schauspieler für Film und Fernsehen. Er stand in mehreren Kurzfilmen, Kinofilmen und TV-Produktionen vor der Kamera. Außerdem arbeitete er als Werbedarsteller und Model. Bei RTL Lëtzebuerg hatte er seine eigene Sketch-Comedysendung.
2015 war Schlesser für mehrere Folgen in einer Gastrolle in der RTL-Serie Gute Zeiten, schlechte Zeiten als aus Neuseeland kommender Austauschstudent Eike Habicht zu sehen. Er wurde dabei im Rollentypus des „klassischen Frauenschwarms“ und gutaussehenden „Sunnyboys“ vermarktet.
In dem Kurzfilm Long Lost (2016), der als bester Kurzfilm beim Max Ophüls Preis nominiert war, verkörperte Schlesser den 26-jährigen, soeben aus dem Gefängnis entlassenen Jerome, der als Obdachloser auf der Straße lebt. 2018 war er in der männlichen Hauptrolle des Max in der 12-teiligen Sitcom Zëmmer ze verlounen auf RTL Lëtzebuerg zu sehen. In dem luxemburgischen Kinofilm Superjhemp retörns (2018) spielte Schlesser an der Seite von Julie Kieffer und Désirée Nosbusch die männliche Hauptrolle Tom Jitée, den Chefredakteur von „RTHell“.
In der Rosamunde-Pilcher-Verfilmung Die Braut meines Bruders (2019), spielte Schlesser, an der Seite von Joscha Kiefer, den Sportarzt und Orthopäden Dr. Sam Green, den heimlichen Lebenspartner eines schwulen, „ungeouteten“ Fußballprofis. Das ZDF stellte damit erstmals in den Pilcher-Verfilmungen auch ein schwules Paar in den Mittelpunkt der Handlung. In der Inga-Lindström-Verfilmung Liebe verjährt nicht (2019) übernahm Schlesser die männliche Hauptrolle des stellvertretenden Museumsdirektors Lennart, Ex-Mitschüler der weiblichen Hauptfigur Maren, die zur Silberhochzeit ihrer Eltern aus dem Ausland zurückkehrt. In der ZDF-Fernsehreihe Das Traumschiff spielte er in der „Marokko“-Folge, die an Ostern 2020 erst ausgestrahlt wurde, den Fitnesstrainer Lennart Albers, der sich in eine mitreisende orientalische Prinzessin verliebt.
Schlesser lebt in der Hauptstadt Luxemburg. 2018 heiratete er seine langjährige Freundin Jill Morbach. Das Paar hat zwei Töchter.

## Filmografie (Auswahl)
- 2012–2013: Comeback (Sitcom)
- 2013: Wat Elo? (Sketch Comedy)
- 2014: Butsch (Kurzfilm)
- 2015: Gute Zeiten, schlechte Zeiten (Fernsehserie)
- 2016: Long Lost: Aus Den Aen (Kurzfilm)
- 2018: Zëmmer ze verlounen (Sitcom)
- 2018: Superjhemp retörns (Kinofilm)
- 2019: Zimmer 212 – In einer magischen Nacht (Kinofilm)
- 2019: Rosamunde Pilcher: Die Braut meines Bruders (Fernsehreihe)
- 2020: Inga Lindström: Liebe verjährt nicht (Fernsehreihe)
- 2020: Das Traumschiff: Marokko (Fernsehreihe)
- 2021: Vis-a-Vis (Kurzfilm)
- 2021: Die Insel der Zitronenblüten (Pan de limón con semillas de amapola)
- 2022: Capitani (Fernsehserie)
- 2023: Rosamunde Pilcher: Wenn ich dich wiederfinde (Fernsehreihe)